# Sam Brown (guitariste)
Sam Brown est un guitariste de jazz américain. 
On a pu l'entendre au sein du big band de Thad Jones et Mel Lewis, du Libération Music Orchestra de Charlie Haden et avec des jazzmen comme Bill Evans, Keith Jarrett, Gary Burton, Carla Bley, Paul Motian,...
Par ailleurs, il a accompagné des artistes comme James Brown, Astrud Gilberto ou Barry Manilow.

## Éléments discographiques
Avec le Thad Jones/Mel Lewis Big Band :
- Central Park North (1969)

Avec Gary Burton et Keith Jarrett :
- Gary Burton & Keith Jarrett (1970)

Avec le Libération Music Orchestra de Charlie Haden:
- Liberation Music Orchestra (1969)

Avec Keith Jarrett:
- Expectations (1971)
- Treasure Island (1974)

Avec Carla Bley :
- Escalator over the Hill (1971)

Avec Paul Motian :
- Conception Vessel (1971)
- Tribute (1974)

Avec Bill Evans :
- From Left to Right (1970)
- Living Time (1972)